# إينيينا نويغوي
إينيينا نويغوي (بالإنجليزية: Enyinna Nwigwe)‏، هُو مُمثل ومُنتج سينمائي نيجيري.

## وصلات خارجية
- إينيينا نويغوي في قاعدة بيانات الأفلام على الإنترنت